# Trades
Trades korábbi község (település) Franciaországban, Rhône megyében. 2019. január 1-jén Avenas, Ouroux, Saint-Christophe, Saint-Jacques-des-Arrêts, Saint-Mamert és Monsols községekkel egyesült és az így létrejött Deux-Grosnes új község része lett.
Lakosainak száma 118 fő (2018. január 1.). Trades Saint-Léger-sous-la-Bussière, Saint-Christophe, Saint-Jacques-des-Arrêts, Saint-Mamert, Germolles-sur-Grosne, Saint-Pierre-le-Vieux és Tramayes községekkel határos.

## Népesség
A település népessége az elmúlt években az alábbi módon változott:
| Lakosok száma | 115  | 115  | 117  | 118  | 118  |
|               | 2013 | 2015 | 2016 | 2017 | 2018 |